# Johann Baumgarten
Johann Christian Gottlob Baumgarten, auch Johann Christian Gottlieb Baumgarten (* 7. April 1765 in Luckau, Niederlausitz; † 29. Dezember 1843 in Schäßburg, Siebenbürgen) war ein deutscher Arzt und Botaniker. Sein offizielles botanisches Autorenkürzel lautet „Baumg.“

## Leben und Wirken
Baumgarten studierte in Dresden und Leipzig und ging 1793 nach Siebenbürgen, wo er den Rest seines Lebens verbrachte. Ohne wissenschaftliche Ausbildung begann er dort mit der Erforschung der zu jener Zeit kaum erfassten Flora des Landes und legte 1816 den ersten Teil eines vierbändigen Florenwerkes vor, mit dem er Pionierarbeit leistete.
Ihm zu Ehren erhielt die Lanzettblättrige Glockenblume ihren botanischen Namen, Campanula baumgartenii.

## Werke
- Johann Christian Gottlob Baumgarten: „Enumeratio stirpium magno Transsilvaniae principatui praeprimis indigenarum in usum nostratum botanophilorum conscripta inque ordinem sexualinaturalem concinnata.“, Libraria Camesianae, Vindebonae, 4 Bd., 1816 ff.